# Krisztián Budai
Krisztián Budai (ur. 22 lipca 1979 w Budapeszcie) – węgierski hokeista, reprezentant Węgier.

## Kariera
- Alba Volán Székesfehérvár (1997-2007)
- MHK Kežmarok (2008-2009)
- Ferencvárosi TC (2009-2011)
- Miskolci JJSE (2010-2013)
- Ferencvárosi TC (2013-2016)

Wieloletni zawodnik Alba Volán Székesfehérvár i innych węgierskich klubów. Od lipca 2013 zawodnik Ferencvárosi TC.
W reprezentacjach juniorskich Węgier uczestniczył w turniejach mistrzostw Europy do lat 18 Grupy B w 1996, 1997. W reprezentacji seniorskiej uczestniczył w turniejach 2002, 2003, 2004, 2005, 2006 (I Dywizja), 2007 (I Dywizja), 2009 (elita), 2012 (I Dywizja).

## Sukcesy

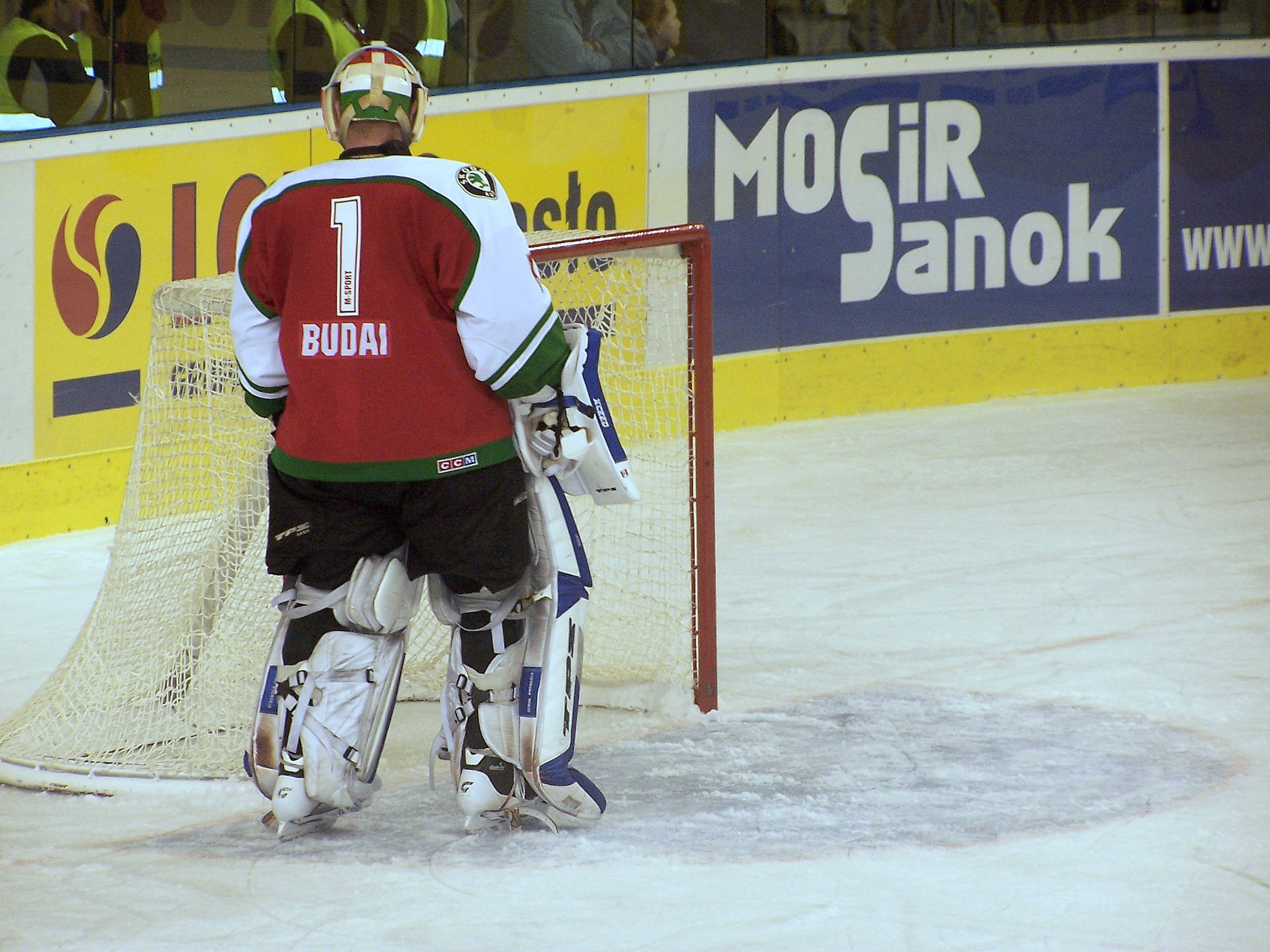
Krisztián Budai w barwach reprezentacji Węgier (2006)

Klubowe
- Złoty medal mistrzostw Węgier: 1999, 2001, 2003, 2004, 2005, 2006, 2007, 2008 z Albą Volán Székesfehérvár
- Złoty medal Interligi: 2003, 2007 z Albą Volán Székesfehérvár
- Trzecie miejsce w Pucharze Kontynentalnym: 2005 z Albą Volán Székesfehérvár
- Srebrny medal MOL Liga: 2012 z Miskolci JJSE
- Srebrny medal mistrzostw Węgier: 2013 z Miskolci JJSE